# Athlītikos Podosfairikos Syllogos Atromītos Athīnōn 1923 2012-2013
Questa voce raccoglie le informazioni riguardanti il P.A.E. A.P.S. Atromitos Athinon nelle competizioni ufficiali della stagione 2012-2013.

## Rosa
| N. |                      | Ruolo | Calciatore                    |
| -- | -------------------- | ----- | ----------------------------- |
| 4  | Grecia (bandiera)    | D     | Stathis Tavlaridis            |
| 5  | Nigeria (bandiera)   | A     | Chigozie Udoji                |
| 6  | Grecia (bandiera)    | D     | Sōkratīs Fytanidīs            |
| 7  | Brasile (bandiera)   | C     | Eduardo Brito (vice-capitano) |
| 8  | Germania (bandiera)  | C     | Denis Epstein                 |
| 9  | Finlandia (bandiera) | A     | Njazi Kuqi                    |
| 10 | Grecia (bandiera)    | C     | Athanasios Karagkounīs        |
| 13 | Grecia (bandiera)    | D     | Evangelos Nastos              |
| 14 | Grecia (bandiera)    | C     | Manolis Kallergis             |
| 16 | Grecia (bandiera)    | C     | Panagiōtīs Ballas             |
| 17 | Argentina (bandiera) | C     | Walter Iglesias               |
| 19 | Grecia (bandiera)    | D     | Kostas Giannoulis             |
| 20 | Grecia (bandiera)    | A     | Tasos Karamanos               |

| N. |                       | Ruolo | Calciatore             |
| -- | --------------------- | ----- | ---------------------- |
| 21 | Grecia (bandiera)     | C     | Elini Dīmoutsos        |
| 23 | Portogallo (bandiera) | A     | Fábio                  |
| 24 | Grecia (bandiera)     | D     | Nikolaos Lazaridis     |
| 26 | Argentina (bandiera)  | C     | Pitu                   |
| 28 | Spagna (bandiera)     | P     | Manolo Reina           |
| 29 | Ghana (bandiera)      | A     | Arago Jamal            |
| 30 | Croazia (bandiera)    | P     | Velimir Radman         |
| 33 | Grecia (bandiera)     | A     | Vangelis Mantzios      |
| 86 | Brasile (bandiera)    | C     | Chumbinho              |
| 90 | Italia (bandiera)     | A     | Stefano Napoleoni      |
| 91 | Grecia (bandiera)     | A     | Dīmītrios Papadopoulos |
| 93 | Grecia (bandiera)     | D     | Christos Arkoudas      |